# Marek Ostrowski
Marek Ostrowski (* 22. November 1959 in Skrwilno; † 6. März 2017 in Stockerau, Österreich) war ein polnischer Fußballspieler.

## Vereinskarriere
Marek Ostrowski spielte den Großteil seiner Karriere bei Pogoń Stettin, wo er es auf 181 Spiele und 24 Tore in der Ekstraklasa brachte. Davor spielte er unter anderem bereits bei Wisła Płock in der dritten polnischen Liga, sowie von 1978 bis 1980 bei Stoczniowiec Gdańsk in der zweithöchsten Spielklasse. 1989 wechselte er nach Österreich in die 2. Division zum VfB Mödling und dem SV Stockerau, wo er mit letzterem 1991 den ÖFB-Cup gewann und am Europacup teilnahm. Sein letzter Klub als aktiver Fußballspieler war der SC Klosterneuburg 1912, zu dem er 1995 nach fünf Jahren bei Stockerau wechselte. Anfang Januar 2017 erlitt er einen Herzinfarkt. Wenige Tage nach seiner Entlassung aus dem Krankenhaus verstarb er am 6. März 2017 in seiner Wohnung im Schlaf.

## Nationalmannschaftskarriere
Marek Ostrowski bestritt 37 A-Länderspiele für die polnische Fußballnationalmannschaft und nahm an der Weltmeisterschaft 1986 in Mexiko teil. In der Nationalmannschaft debütierte er am 25. Januar 1981 in Tokio beim 2:0-Erfolg über Japan. Sein letztes Länderspiel bestritt er am 27. Oktober 1987 in Bratislava bei der 1:3-Niederlage gegen die Tschechoslowakei.

## Erfolge
- 1× Fußball-WM-Teilnahme: 1986